# 郎餘慶
郎餘慶（?—?），唐朝定州新乐县（今河北省新乐县）人。祖父郎楚之，父亲郎知运，弟弟郎餘令。
郎餘庆为官清廉而执法严苛。唐高宗时，担任万年令，有威名，京城路不拾遗。官至御史中丞，谦虚对待下属，召来御史一起议论。吏部侍郎杨思玄显贵自傲，不能礼遇参选官员，郎餘庆弹劾他免官。后来，郎餘庆出为苏州刺史。被牵连贬为交州都督。驩州司马裴敬敷与郎餘庆有旧交，因事笞打郎餘庆婢女的父亲，婢女受宠爱，说裴敬敷的坏话，裴敬敷死在狱中。他在交州开始聚敛无度，百姓到朝廷告发他，使者十次调查，郎餘庆欺瞒，不能得实情。最后，广州都督陈善弘参与调查，郎餘庆自恃在朝廷日久，明晓法令，轻视陈善弘，不回答他。陈善弘大怒：“舞文弄法，吾不及君；今日以天子之命惩治君，吾有余力。”想要拷打他，他害怕服罪。唐高宗下诏流放琼州。遇到赦免当还，朝廷厌恶他的残暴，改到春州。
郎餘庆治万年，郎知运嫌他残酷，将要杖打他，郎餘庆躲开了。郎知运叹道：“国家用他，我有什么办法！”他担任御史中丞，郎知运叹道：“郎氏危矣！”郎知运忧虑而死。郎餘庆最后因为贪残罢免。